# 삼순주

삼순주의 위치

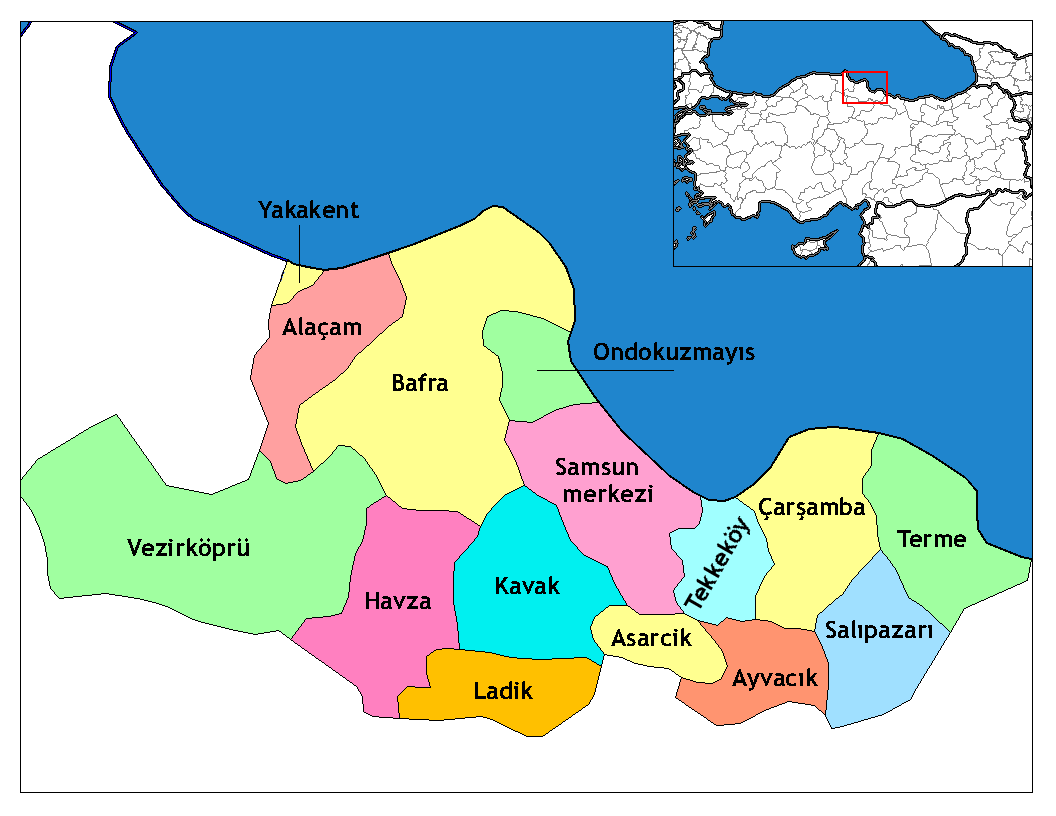
삼순주가 관할하는 군

삼순주(튀르키예어: Samsun ili)는 튀르키예 북부와 흑해 연안에 위치한 주로, 흑해 지역에 속한다. 주도는 삼순이며 면적은 9,579km2, 인구는 1,187,536명(2006년 기준), 자동차 번호는 55번, 시외전화 지역번호는 0362번이다. 북서쪽으로는 시노프주, 서쪽으로는 초룸주, 남쪽으로는 아마시아주, 남동쪽으로는 토카트주, 동쪽으로는 오르두주와 접하며 15개 군을 관할한다.